# 3×3 Eyes: Kyūsei Kōshu
 (octobre 2019).
Si vous disposez d'ouvrages ou d'articles de référence ou si vous connaissez des sites web de qualité traitant du thème abordé ici, merci de compléter l'article en donnant les références utiles à sa vérifiabilité et en les liant à la section « Notes et références ».
3×3 Eyes: Kyuusei Koushu (サザンアイズ～吸精公主～) est un jeu vidéo d'action-aventure sorti en 1995 sous Windows, sur PlayStation et Saturn.

## Différences entre les versions
Lors de sa sortie sur Saturn sous le nom 3×3 Eyes: Kyūsei Kōshu S, le jeu est vendu en 3 CD, et comporte de nombreuses améliorations par rapport à la version PlayStation, sortie l'année précédente, telles que de nouvelles animations, de nouveaux enregistrements, et des couleurs plus fluides. Le troisième CD contient des bonus spéciaux, comme une base de données des produits, ou un tour de Hong Kong avec les voix de Megumi Hayashibara et Kōji Tsujitani.